# 長井魁一郎
長井 魁一郎（ながい かいいちろう、1920年 - 1995年）は日本の小説家。熊本県出身。熊本市に在住していた。
旧制の農業学校卒業後、戦後は農協や教育委員会に勤務。「九州文学」同人として活動し、日本農民文学会の会員だった。
『肥後隈部親永の終焉』で熊日文学賞・九州文学賞。遺作となった『大東亜戦争BC級戦犯熊本県昭和殉難者銘録』で信友社賞・熊日出版文化賞を受賞。
宮本武蔵の高弟、寺尾孫之允勝信（『五輪書』を武蔵から伝授）の不明であった墓を、平成5年（1993年）に宇土市松山に倒壊した状態であるのを発見した。また島崎の寺尾家墓地にある通称「西の武蔵塚」が武蔵とは別人（平野氏夫妻）の墓である証拠を発見したのも長井であった。